# Студенецкий переулок (Москва)
Студене́цкий переу́лок — небольшая улица в центре Москвы на Пресне между Мантулинской улицей и Шмитовским проездом.

## Происхождение названия
Изначально — часть проезда вдоль Трёхгорного вала Камер-коллежского вала около Трёхгорной заставы. До 1928 года — Студенецкий проезд. Название получил в XIX веке либо непосредственно по соседнему ручью Студенец (ныне заключён в коллектор, впадает в Москву-реку), либо по усадьбе Студенец, на территории которой ныне находится парк «Красная Пресня».

## Описание
Студенецкий переулок начинается от Мантулинской улицы, проходит на север параллельно 2-й Звенигородской улице и выходит на Шмитовский проезд.

## Здания и сооружения
По нечётной стороне:
По чётной стороне:
- № 6 — издательство «Современная музыка».

## См.также
- Студёный проезд